# Pokémon: Diamond and Pearl - Galactic Battles
Pokémon: Diamond and Pearl - Galactic Battles is het twaalfde seizoen van de animatieserie Pokémon. Dit seizoen wordt opgevolgd door Pokémon: Diamond and Pearl - Sinnoh League Victors, en voorafgegaan door Pokémon: Diamond and Pearl - Battle Dimension. De Amerikaanse productie lag in handen van The Pokémon Company. Ook bekend als Pokémon DP: Galactic Battles.

## Uitzending
Dit seizoen werd oorspronkelijk uitgezonden in weekendse uitzending (zaterdag en zondag) in het jaar 2010 op kinderzender Disney XD, gevolgd door enkele herhalingen op dezelfde zender.

## Verhaallijn
Ons reiskwartet vervolgt hun reis door de Sinnoh-regio.

## Rolverdeling
| Hoofdrollen                           | Hoofdrollen        | Hoofdrollen        | Hoofdrollen        |
| Personage                             | Nederlandse versie | Amerikaanse versie | Japanse versie     |
| ------------------------------------- | ------------------ | ------------------ | ------------------ |
| Verteller                             | Jeroen Keers       | Rodger Parsons     | Unshō Ishizuka     |
|                                       |                    |                    |                    |
| Ash Ketchum                           | Christa Lips       | Sarah Natochenny   | Rica Matsumoto     |
| Brock                                 | Fred Meijer        | Bill Rogers        | Yuji Ueda          |
| Dawn                                  | Meghna Kumar       | Emily Jenness      | Megumi Toyoguchi   |
|                                       |                    |                    |                    |
| Pikachu                               | Ikue Ōtani         | Ikue Ōtani         | Ikue Ōtani         |
| Jessie                                | Hilde de Mildt     | Michelle Knotz     | Megumi Hayashibara |
| James                                 | Paul Disbergen     | Jimmy Zoppi        | Miki Shinichirou   |
| Meowth                                | Bas Keijzer        | Jimmy Zoppi        | Inuko Inuyama      |
|                                       |                    |                    |                    |
| Zuster Joy                            | Mandy Huydts       | Michelle Knotz     | Ayako Shiraishi    |
| Agent Jenny                           | Edna Kalb          | Emily Williams     | Chinami Nishimura  |
| Gary Oak                              | Leon Wiedijk       | Jimmy Zoppi        | Yuko Kobayashi     |
| Delia Ketchum                         | Beatrijs Sluijter  | Michelle Knotz     | Masami Toyoshima   |
| Lyra                                  | Nicoline van Doorn | Eileen Stevens     | Megumi Nakajima    |
| Professor Oak                         | Florus van Rooijen | Jimmy Zoppi        | Unshô Ishizuka     |
| Stadionomroeper                       | Huub Dikstaal      | ???                | ???                |
| Dextette (PokéDex) -> vrouwelijke dex | Hetty Heyting      | Michelle Knotz     | Tomoko Kawakami    |
| Tracey                                | Rolf Koster        | Craig Blair        | Tomokazu Seki      |

## Muziek

### Leader
De Nederlandstalige leader Sta Sterk (Galactic Battle) is ingezongen door Cindy Oudshoorn en gebaseerd op het Amerikaanse origineel Battle Cry! (Stand Up). Het liedje werd gecomponeerd door John Loeffler en David Wolfert. Het liedje duurt dertig tot achtendertig seconden in totaal. Een langere versie is deel van de film Arceus en het Juweel des Levens. Het achtergrondkoor bestaat uit Edward Reekers en Han van Eijk.

### Cd
De leader Sta Sterk (Galactic Battle) is tot op heden niet uitgebracht op cd.

## Uitgave

### Dvd
Het twaalfde seizoen is tot op heden niet op dvd verschenen.

### Amazon Prime
Tot 29 september waren de Nederlandstalige dubs van alle seizoenen uit de Diamond en Pearl-generatie (seizoenen 10-13) beschikbaar op Amazon Prime (Nederland).
Elk seizoen was verdeeld was verdeeld in vier delen.
Alleen afleveringen 6 t/m 11 en 13 van seizoen 12 deel 2 (19 t/m 24 en 26 van het gehele seizoen) waren niet beschikbaar, en het geluid van aflevering 12 (25) was van de Deense dub en onterecht gelabeld als Nederlands.

## Afleveringen
| Seizoen 12 Pokémon DP: Galactic Battles | Seizoen 12 Pokémon DP: Galactic Battles | Seizoen 12 Pokémon DP: Galactic Battles | Seizoen 12 Pokémon DP: Galactic Battles     |
| Nr.                                     | Afleveringtitel                         | Nr.                                     | Afleveringtitel                             |
| --------------------------------------- | --------------------------------------- | --------------------------------------- | ------------------------------------------- |
| 01                                      | Rotom laat je rennen                    | 27                                      | Evolueer de strategieën                     |
| 02                                      | Op hol geslagen                         | 28                                      | Met opgeheven hoofd                         |
| 03                                      | Oeroude familiezaken                    | 29                                      | Tangrowth en de zieke boom                  |
| 04                                      | Omgaan met defensieve types             | 30                                      | Een drukte van jewelste                     |
| 05                                      | De weg kwijt                            | 31                                      | De toegangspoort tot chaos                  |
| 06                                      | Stalen zenuwen                          | 32                                      | Ieder verhaal heeft drie kanten             |
| 07                                      | Red de ruïnes                           | 33                                      | Strategie leer je van huis uit              |
| 08                                      | Gestrand op een verlaten eiland         | 34                                      | Ook Professor Oak!                          |
| 09                                      | Phione is niet te houden                | 35                                      | Een historisch en mysterieus uitstapje      |
| 10                                      | Gabite delft het onderspit              | 36                                      | Een torenhoge uitdaging                     |
| 11                                      | Je haalt me de woorden uit de mond      | 37                                      | Waar nog nooit een Togepi geweest is        |
| 12                                      | De verdwenen Snorunt                    | 38                                      | Dit ei hoort erbij                          |
| 13                                      | Team Rocket uit elkaar?                 | 39                                      | Uitgeput                                    |
| 14                                      | Een hoger doel bereiken                 | 40                                      | Gekibbel om een Gible                       |
| 15                                      | Door dik en dun                         | 41                                      | Gekleed voor het succes van Jess            |
| 16                                      | De eenzame Snover                       | 42                                      | Gegapt en betrapt                           |
| 17                                      | Gestopt uit liefde                      | 43                                      | Ga voor de familiesteen                     |
| 18                                      | Oude rivalen, nieuwe trukjes            | 44                                      | Plakken aan degene die je liefhebt          |
| 19                                      | Wees eerlijk tegen je eigen pokémon     | 45                                      | Het ontsluieren van de reeks gebeurtenissen |
| 20                                      | Vechten met een schattige dwaas         | 46                                      | De noodkreet van het trio                   |
| 21                                      | Trainen in de klas                      | 47                                      | De legendarische gevechtsfinale             |
| 22                                      | Glijdend naar de zevende                | 48                                      | Geef mijn schat maar aan Fikkie             |
| 23                                      | De Strijdpiramide                       | 49                                      | Hoe de wind waait                           |
| 24                                      | Vriendschapspilaren                     | 50                                      | Dubbeltrainen voor een Dubbelgevecht        |
| 25                                      | Dood spoor, of niet?                    | 51                                      | Als een meteoor naar de top                 |
| 26                                      | Op naar de vuurproef                    | 52                                      | Ga voor die Gible!                          |
| F12                                     | Arceus en het juweel des levens         |                                         |                                             |

- s = speciale aflevering, f = film

## Trivia
- Sinds juli 2012 is het complete twaalfde seizoen terug te zien via de officiële Nederlandse Pokémon-website.